# Huckelheim
Huckelheim ist der nördlichste Gemeindeteil der Gemeinde Westerngrund im unterfränkischen Landkreis Aschaffenburg in Bayern.

## Geographie
Das Dorf Huckelheim liegt auf 258 m ü. NHN im vom Westerbach durchflossenen Westerngrund, einem Seitental des Kahlgrundes, an der Straße zwischen Oberwestern und Geiselbach. Die Landesgrenze zu Hessen, mit dem dahinter liegenden Gemeindeteil Breitenborn/Lützel, verläuft im Norden. Der Huckelheimer Wald, ein ehemaliges gemeindefreies Waldgebiet im Norden und Osten Huckelheims, wurde am 1. Januar 2019 teilweise nach Westerngrund eingemeindet. Er soll als Standort für mehrere Windkraftanlagen dienen.
Der topographisch höchste Punkt der Dorfgemarkung befindet sich am Gipfel des Hohen Querberges 474 m ü. NHN (Lage) (vor der Eingliederung des gemeindefreien Gebietes lag der höchste Punkt nordwestlich von Huckelheim, am Hohen Berg mit 361 m ü. NHN (Lage)), der niedrigste liegt am Westerbach auf 243 m ü. NHN (Lage).

### Nachbargemarkungen
Folgende Gemarkungen grenzen an das Ortsgebiet von Huckelheim:
| Geiselbacher Forst | Großenhausen                                | Breitenborn/Lützel |
| Geiselbach         | Kompassrose, die auf Nachbargemeinden zeigt | Großkahl           |
|                    | Oberwestern und Unterwestern                |                    |

## Name

### Etymologie
Der Name Huckelheim geht auf das althochdeutsche Wort houc zurück, das Hügel bedeutet. Im Volksmund wird der Ort „Huggelem“ genannt.

### Frühere Schreibweisen
Frühere Schreibweisen des Ortes aus diversen historischen Karten und Urkunden:
- 1282 Houkulla
- 1312 Hockulla
- 1486 Hochkuln

## Geschichte
Huckelheim hat als ehemaliger Bergbauort unterhalb der Birkenhainer Straße bereits im späten Mittelalter Bedeutung erlangt und war Sitz einer schönbornischen Forstverwaltung.
Bis zum Ende des alten Reiches gehörte Huckelheim zum Landgericht Krombach der Grafen von Schönborn. Die reichsunmittelbare Herrschaft der Grafen von Schönborn, die zum Fränkischen Ritterkreis gehörte, wurde 1806 zugunsten des Fürstentums Aschaffenburg mediatisiert, das 1810 im Großherzogtum Frankfurt aufging.
1812 gehörte Huckelheim zum Verwaltungsgebiet der Districtsmairie Krombach im Departement Aschaffenburg des Großherzogtums Frankfurt und hatte bei 74 Feuerstellen 391 Einwohner. Maire war damals Johann Adam Straub.
Infolge des Pariser Vertrages vom 3. Juni 1814 kam Huckelheim am 26. Juni 1814 mit der Districtsmairie Krombach zum Königreich Bayern. Mit Verfügung vom 1. Oktober 1814 wurde Huckelheim dem Verwaltungsgebiet des aus der Districtsmairie Krombach entstandenen Landgerichtes Krombach zugeteilt, das 1816 in ein Herrschaftsgericht und 1820 in ein Patrimonialgericht umgewandelt wurde, das bis 1848 bestand und danach im Landgericht Alzenau aufging. 1858 wurde Huckelheim dem Landgericht Schöllkrippen zugeteilt, das am 1. Juli 1862 dem Verwaltungsgebiet des damals neu gebildeten Bezirksamtes Alzenau zugeschlagen wurde. Dieses wurde am 1. Januar 1939 zum Landkreis Alzenau in Unterfranken.
Am 1. Januar 1972 wurde Huckelheim in die Gemeinde Westerngrund eingegliedert. Die ehemalige Gemeinde hatte eine Fläche von 1012,66 Hektar. Neben dem gleichnamigen Dorf gab es keine weiteren Gemeindeteile.